# Komitet Obywatelski Polaków Śląska Opolskiego
Komitet Obywatelski Polaków Śląska Opolskiego – komitet zrzeszający autochtonicznych, polskich mieszkańców Śląska Opolskiego powstały 22 stycznia 1945.

## Geneza

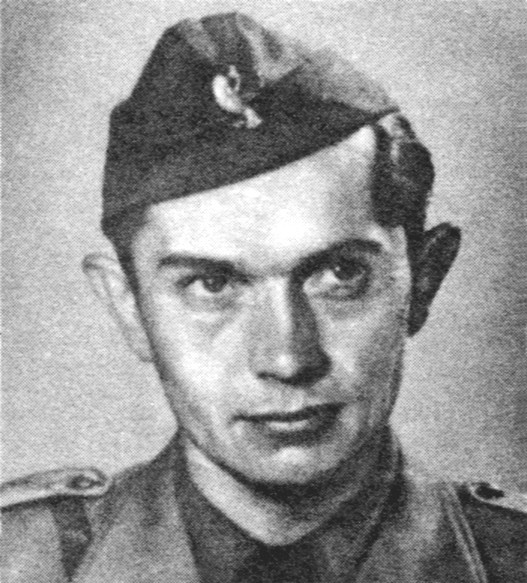
Edmund Osmańczyk

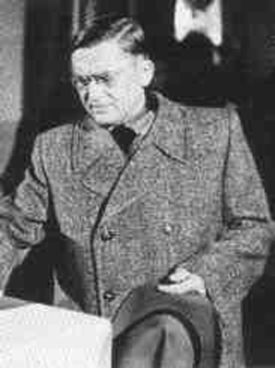
Gen. Aleksander Zawadzki

Komitet grupował Polaków z Opolszczyzny, głównie członków przedwojennych organizacji polonijnych (społecznych i gospodarczych), w tym więźniów niemieckich obozów i więzień lub przymusowych emigrantów na teren Generalnego Gubernatorstwa lub państw zachodnich. Najsilniejszym ośrodkiem emigracyjnym polskiej społeczności opolskiej był Kraków i tutaj też 22 stycznia 1945 inicjatorzy powstania komitetu (w tym opolanie przybyli z Warszawy) spotkali się z generałem Aleksandrem Zawadzkim, który wyraził wstępną zgodę na utworzenie struktury reprezentującej interesy ludności autochtonicznej. Jeszcze w tym samym dniu odbyło się zebranie organizacyjne komitetu z udziałem kilkudziesięciu działaczy polonijnych. Wybrano też władze organizacji, która liczyła 56 członków. Prezesem honorowym został Piotr Miętkiewicz, przewodniczącym – Maksymilian Kośny, wiceprzewodniczącym – Paweł Nantka-Namirski, a członkami zarządu – Ludwik Affa i Edmund Osmańczyk.

## Historia
27 stycznia 1945 delegacja komitetu złożyła generałowi Zawadzkiemu memoriał z materiałami dotyczącymi Śląska Opolskiego, w którym sugerowano zatrudnianie na terenie Opolszczyzny Polaków uchodźców w strukturach formującej się administracji polskiej. W odpowiedzi Zawadzki zaapelował do członków komitetu o niezwłoczne przybycie do Katowic w celu podjęcia działań przygotowawczych do przejęcia Opolszczyzny w polskie ręce. 5 lutego 1945 komitet przeniósł się z Krakowa do Katowic. 12 lutego przekazano Zawadzkiemu następny memoriał dotyczący zabezpieczenia Śląska Opolskiego i Dolnego dla Rzeczypospolitej. Zwrócono w nim też uwagę na bardzo trudne niejednokrotnie położenie polskiej ludności autochtonicznej, uwarunkowane m.in. brakiem znajomości przez wojska radzieckie skomplikowanej sytuacji geopolitycznej i historycznej tych terenów. Apelowano też o likwidację kolonizacji niemieckiej i jak najszybsze wysiedlenie Niemców. Proponowano m.in. powołanie Komitetu Opolskiego, który miałby sporządzić kataster narodowościowy, weryfikację mieszkańców i zorganizował tymczasową milicję autochtońską. 14 lutego złożono jeszcze dodatkowe materiały, w tym projekt apelu do żołnierzy Armii Czerwonej, w którym wyjaśniano skomplikowaną strukturę ludnościową Opolszczyzny. Generał Zawadzki przekazał ten materiał marszałkowi Koniewowi, który zapewnił o przyjęciu go do wiadomości i przekazaniu żołnierzom.
W lutym 1945 przesłano jeszcze jeden memoriał – do prezydenta Bieruta i premiera Osóbki-Morawskiego, dotyczący konieczności szybkiego przejęcia Śląska i obrony interesów polskiej ludności autochtonicznej. 16 lutego 1945 podjęto decyzję o wydawaniu dziennika, co z przyczyn technicznych upadło.
W miarę obejmowania przez polską administrację ziem śląskich zadania komitetu ulegały stopniowej redukcji. Większość członków objęła stanowiska administracyjne na Opolszczyźnie. Rozwiązanie organizacji nastąpiło w połowie maja 1945.

## Zadania
Działalność komitetu sprowadzała się głównie do:
- rejestracji członków organizacji polonijnych przybywających na Opolszczyznę,
- organizowania grup operacyjnych i uzupełnianiu obsad stanowisk administracyjnych,
- organizowania pomocy dla polskiej ludności rodzimej,
- przygotowywania materiałów i opracowań o charakterze społeczno-politycznym i gospodarczym[1].